# Nancy Hernández López
Nancy Julieta Hernández López (Catedral, San José, 28 de octubre de 1963) es una abogada costarricense con más de 30 años de experiencia judicial, exnadadora, profesora universitaria y especialista en derecho constitucional, derechos humanos y derecho público. Fue magistrada propietaria de la Sala Constitucional de la Corte Suprema de Justicia de Costa Rica entre 2013 y 2021. Actualmente ejerce como jueza en la Corte Interamericana de Derechos Humanos y fue electa como presidenta de dicha Corte para el periodo 2024-2025.

## Vida personal y familia
Hija del ingeniero agrónomo y empresario Rodolfo Hernández Menchoz y de la educadora Grace López Martínez. Creció en el distrito josefino de Mata Redonda con sus dos hermanas, a quienes considera sus amigas más íntimas.
Desde los 11 y hasta los 18 años fue nadadora de alto rendimiento y seleccionada nacional, disciplina a la cual señala como responsable de haber aprendido a ganar y perder sin drama, además de ser disciplinada. Fue Campeona Nacional de Natación en los 50 y 100 metros pecho y ganó una medalla de oro en los Juegos Deportivos Centroamericanos de los años setenta, en los 100 metros pecho.
Hernández recibió un ofrecimiento de entrenarse en los Estados Unidos para luchar por una clasificación en los Juegos Olímpicos o un Mundial, pero sus padres no aceptaron porque implicaba que ella tuviera que irse a vivir a la nación norteamericana, apenas a sus 13 años de edad. Al cumplir 18 años dejó la natación y migró al tenis debido a sus estudios en derecho, sin embargo, cuando cumplió 35 volvió a las piscinas para participar del equipo máster de Francisco Rivas y la medallista olímpica Claudia Poll. Clasificó al Mundial Máster de Natación de Australia 2008 pero se lesionó el hombro y no pudo asistir a la justa.
Con su entonces esposo procreó un hijo de nombre Marcelo.

## Estudios
Hernández obtuvo su licenciatura en derecho con grado Suma Cum Laude en la Escuela Libre de Derecho en el año 1987. Once años después obtuvo un máster en derecho tributario de la Universidad para la Cooperación Internacional (UCI) con mención de honor en su tesis de graduación y en 2008 obtuvo una maestría en derecho público de la Universidad de Costa Rica, graduándose con honores.

## Carrera profesional y pública
Nancy Hernández inició su carrera pública en 1988 como asesora legal del Ministerio de Justicia y Paz de Costa Rica, con recargo de la Defensoría de los Derechos Humanos del Sistema Penitenciario Nacional. Su función era velar por la vigencia de los derechos fundamentales de los detenidos y fue la primera mujer en ocupar ese puesto. Dos años después empezó su trabajo como letrada en la Sala Constitucional, en el despacho del expresidente de la Corte Interamericana de Derechos Humanos, Rodolfo Piza Escalante, puesto que desempeñó hasta 1992. Ese mismo año pasó a ser letrada destacada en la Oficina del Presidente de la Sala, con función de estudiar las acciones de inconstitucionalidad y consultas de la Asamblea Legislativa que se presentaran ante ese tribunal.
En 1999 asumió como letrada del presidente de la Corte Suprema de Justicia, el doctor Luis Paulino Mora Mora, con la función de estudiar y tramitar los recursos de habeas corpus, recursos de amparo y acciones de inconstitucionalidad, así como de los asuntos propios de la función del presidente de la Corte, enfocada en el proceso de reforma judicial, transparencia y anticorrupción. Al mismo tiempo, dado el doble rol del magistrado Mora, ejercía como directora del despacho del juez.
Entre 2009 y 2013 trabajó para dos presidentes de la Corte Suprema de Justicia: el doctor Mora y la magistrada Zarela Villanueva Monge. Entre sus funciones estaban los asuntos políticos del gobierno judicial, particularmente el impulso de programas de reforma judicial, transparencia y anticorrupción.
En diciembre del 2013, 44 diputados la escogieron magistrada titular de la Sala Constitucional de la Corte Suprema de Justicia por un periodo de ocho años, para llenar la vacante dejada tras el fallecimiento del magistrado Luis Paulino Mora. Para ser designada requería del apoyo de al menos 38 diputados, equivalentes a la mayoría calificada del Congreso costarricense.
Como magistrada, Hernández ayudó a redactar la Ley de VIH-SIDA de Costa Rica, el Código de la Niñez, Infancia y Adolescencia, la reforma al artículo 168 del Código Electoral para permitir la instalación de mesas de votación en centros penitenciarios y garantizar el derecho al sufragio de los sentenciados, la Ley de Protección de Víctimas y Testigos y las reformas a la Ley de Armas y Explosivos. También participó en la redacción de reformas a la Ley de Penalización de Violencia contra las Mujeres, a la Ley Jurisdicción Constitucional y fue la redactora del Reglamento para la Regulación de los Conflictos de Interés en el Poder Judicial 2017.
Entre 1999 y 2009 se desempeñó como profesora de derechos fundamentales y jurisdicción constitucional en la Universidad La Salle; y de 2010 a 2020 fue profesora de las maestrías de derecho constitucional, derecho público y ciencias penales en la Universidad de Costa Rica.
Sus cargos en organismos a favor de los derechos humanos incluyen el haber sido integrante de la Comisión Nacional de SIDA de 1990 a 1992; consultora de la Organización Panamericana de la Salud en 1998 en materia de SIDA en cárceles; cofundadora y vicepresidenta de la Asociación Costarricense de Derecho Constitucional en 1990, fundadora y coordinadora del Boletín de Jurisprudencia de la Sala Constitucional, miembro del grupo Civitas Costa Rica para promover la enseñanza de las libertades públicas en las escuelas del país, integrante de la Comisión de Derecho Internacional Humanitario en representación del Poder Judicial, representante de la Sala Constitucional ante la Comisión de Venecia en 2020 y el ser integrante del Comité Editorial del "Anuario de Derecho Constitucional Latinoamericano" en 2021.

### Labor como magistrada
Antes de concluir su periodo como jueza de la Sala Constitucional, Hernández había suscrito 172.381 sentencias, de las cuales figuraba como redactora en 24.073. Sus tesis principales incluyen la defensa de la libertad personal, la libertad de expresión y prensa, no discriminación, protección de poblaciones en estado de vulnerabilidad en general, incluida la equidad de género, en particular en el campo de los derechos políticos de la mujer, en la que destaca la sentencia que obligó al Tribunal Supremo de Elecciones a aplicar la paridad horizontal en las elecciones de diputados a la Asamblea Legislativa, y que se tradujo a la postre en un aumento en la representación política de las mujeres en el Congreso.
En su rol de magistrada le correspondió participar en el diagnóstico del Organismo de Investigación Judicial con miras a su reestructuración y liderar la lucha contra la corrupción interna en el Poder Judicial. Hernández fue la instructora de un procedimiento administrativo seguido en contra del exmagistrado de la Sala Tercera de lo Penal de la Corte, Celso Gamboa Sánchez, por irregularidades cometidas en el manejo de expedientes penales en los que figuraban los alcaldes de San José y San Carlos. En ese proceso la magistrada logró que la Corte Plena acreditara que Gamboa había cometido faltas gravísimas y recomendó la revocatoria de su nombramiento como Alto Juez.
Hernández fue la única, junto al magistrado Fernando Cruz Castro, que se inclinó por declarar la inconstitucionalidad inmediata de la prohibición del matrimonio entre personas del mismo sexo, luego de la opinión consultiva sobre identidad de género, e igualdad y no discriminación a parejas del mismo sexo de la Corte Interamericana de Derechos Humanos, sin embargo, para evitar que otros magistrados conformaran una mayoría que habría ordenado, sin límite de tiempo, a la Asamblea Legislativa legislar sobre esas uniones, concurrió con su voto a la decisión de dar un plazo de 18 meses para hacer los cambios legales necesarios, posterior a lo cual esa prohibición en el Código de Familia de Costa Rica quedaría expulsada del ordenamiento jurídico. Se considera que la tesis esgrimida por la magistrada en ese caso fue la más progresista de todos los siete magistrados que integraban el tribunal, pues también señaló que debía declararse inconstitucional y declarar nula toda la normativa penal que estableciera delitos aplicables a notarios o personas, en materia de matrimonio igualitario. También planteó declarar inconstitucional toda directriz administrativa o normativa infra legal que fuera en contra de lo establecido por la Corte Interamericana, incluido un acuerdo del Consejo Superior Notarial que prohibía a los notarios realizar matrimonios entre personas del mismo sexo hasta tanto no se cambiara el Código de Familia de Costa Rica.
El 27 de enero del 2021 el Poder Ejecutivo anunció que postularía a Hernández como jueza de la Corte Interamericana de Derechos Humanos (Corte IDH), en sustitución de la jueza Elizabeth Odio Benito, quien decidió no postular a la reelección a un nuevo periodo.
El 20 de septiembre de 2021 la jurista comunicó a la Asamblea Legislativa su interés de acogerse al régimen de reelección automática del cual gozan los magistrados del Poder Judicial en Costa Rica, que garantiza la continuidad de su nombramiento a menos que una mayoría calificada de diputados lo objete en una votación en el seno del Congreso. Su solicitud fue trasladada a la Comisión Permanente Especial de Nombramientos para ser analizada. El 8 de noviembre de ese año fue recibida en audiencia de la comisión para referirse a su informe de labores del primer término como magistrada y allí anunció que su permanencia quedaba supeditada al resultado que obtuviese su nominación como jueza de la Corte Interamericana de Derechos Humanos. Ese mismo día la comisión legislativa aprobó por la unanimidad de los siete diputados presentes recomendar al Plenario que Hernández siguiera ocho años más en la Sala Constitucional.
Cuatro días después de que la Comisión de Nombramientos del Congreso recomendara su reelección como magistrada, Hernández fue electa en primera ronda como jueza de la Corte IDH para el periodo que iniciaría el 1 de enero del 2022. Obtuvo 16 votos de los Estados miembros de la Organización de los Estados Americanos; solo superada por Verónica Gómez de Argentina con 17 votos y Rodrigo Bittencourt de Brasil con 19 votos. El 22 de noviembre comunicó a la Asamblea Legislativa que desistía de su intención de reelegirse como magistrada de la Sala Constitucional.

## Publicaciones
- “Una muerte Digna” publicado en el libro "El Juez y la defensa de la Democracia: un enfoque a partir de los Derechos Humanos", Instituto Interamericano de Derechos Humanos, 1993.
- “El Derecho Internacional y su Influencia en la Jurisdicción Constitucional Costarricense”, publicado en el libro: "La Jurisdicción Constitucional y su Influencia en el Estado de Derecho", Editorial EUNED, 1996.
- "El cierre de negocios en el ordenamiento jurídico", IJSA, 1998.
- "Una Justicia de cara a la sociedad", en asocio con Luis Paulino Mora, ILSA (Instituto Latinoamericano de Servicios Legales Alternativos), junio 2000.
- "Justicia y Desarrollo: La Justicia como Centro del Proceso de Reforma del Estado". Revista de Ciencias Jurídicas 105 (separata), San José, Costa Rica, diciembre 2004.
- "La Reforma del Poder Judicial en Costa Rica: Análisis a la Luz del Principio de Justicia Democrática". Tesis presentada ante el Sistema de Estudios de Posgrado (SEP) UCR. Mayo 2008.
- "Las garantías judiciales a la luz de las sentencias de la Corte de Derechos Humanos y análisis del caso LOYZA TAMAYO VS PERU" para el V Curso Internacional a Distancia Derecho Internacional de los Derechos Humanos, Academia de la Magistratura, Perú, agosto 2006.
- “La Libertad en la Constitución de 1949”, publicado en el libro "Constitución y Justicia Constitucional", Escuela Judicial, Poder Judicial, noviembre 2009.

## Reconocimientos
- Certificado al Mérito con ocasión del XV Aniversario de la Sala Constitucional.
- Certificado al Mérito Judicial. 1 de octubre de 2012.
- Premio Búho a los Defensores de la Libertad, de la Escuela Libre de Derecho. 2014.
- Reconocimiento al mérito por 30 años de servicio en el Poder Judicial (otorgado únicamente a quienes no tiene sanciones ni mancha en su expediente). Octubre 2020.
- Reconocimiento de la Embajada de los Estados Unidos de América y el National Center for State Courts por el trabajo en pro del fortalecimiento del sistema anticorrupción del Poder Judicial. Diciembre de 2020.